# TÜV NORD
TÜV NORD GROUP je nadnárodní skupina, která sdružuje 51 firem, působících ve více než 70 zemích světa. Zaměřuje se na technickou inspekci a certifikaci.

## Historie
Kořeny firmy (i její stávající centrála) jsou ve městě Hannover. V roce 1869 se skupina organizací zabývajících se inspekcí parních kotlů dohodla na zavedení nezávislého inspekčního systému. Postupně se tak rodila nynější TÜV. V roce 1873 vznikla organizace Vereine zur Überwachung der Dampfkessel. V roce 1900 už tato síť sdružovala 28 asociací s 273 inženýry na celém území Německého císařství. Od roku 1902 se záběr rozšířil na vozidla a výtahy. Roku 1938 byla přejmenována z Dampfkessel Überwachungsvereine na Technischer Überwachungsverein (TÜV). V roce 1965 do portfolia přibyly i kontroly jaderných reaktorů, technologií v elektrárenském a teplárenském průmyslu. Roku 2004 byla společnost reorganizována a roku 2013 vznikla TÜV NORD GROUP jako zastřešující prvek.

## Profil firmy
TÜV NORD GROUP je tvořena společnostmi TÜV NORD, DMT, ALTER TECHNOLOGY TÜV NORD (ATN) a TÜViT. Celkový počet zaměstnanců je 9861 (r. 2015); obrat za rok 2015 dosáhl 1116,6 milionů EUR. Předsedou správní rady TÜV NORD GROUP je Dr. Guido Rettig.
V České republice poskytuje pobočka TÜV NORD Czech certifikační a inspekční služby od roku 1990 prostřednictvím šesti kanceláří (Praha, Brno, Ostrava, Plzeň, Hradec Králové, Děčín), laboratoří v Brně, STK v Praze a Karlových Varech a od srpna 2016 vlastní zkušebny na nedestruktivní testování v Hradci Králové. Podílela se například na dohledu nad výrobou kontejnerů CASTOR na vyhořelé palivo pro Jadernou elektrárnu Temelín.